# António Quadros
António Gabriel de Quadros Ferro conosciuto come António Quadros (Lisbona, 14 luglio 1923 – Lisbona, 21 marzo 1993) è stato un filosofo e scrittore portoghese.

## Biografia
Figlio del politico António Ferro (principale responsabile culturale dell'Estado Novo) e della scrittrice Fernanda de Castro, António Quadros si laureò presso la Facoltà di Lettere dell'Università di Lisbona.
Fu direttore della pubblicazione periodica 57, promotore e membro di movimenti culturali e filosofici portoghesi quali il Movimento 57 e quello della Filosofia Portoghese.
Fu pensatore filosofico e autore di scritti di finzione e di poesia, nonché traduttore. Ha inoltre organizzato diverse edizioni in più volumi dell'opera di Fernando Pessoa, autore al quale ha dedicato vari studi e un romanzo, pubblicato postumo nel 2023.
Fondò l'Associazione Portoghese degli Scrittori e collaborò con importanti istituzioni culturali portoghesi, tra le quali la Fondazione Calouste Gulbenkian e l'Accademia delle Scienze di Lisbona.

## Pensiero
Nel contesto del Movimento della Filosofia Portoghese, Quadros fu discepolo di Álvaro Ribeiro e si impegnò nella problematizzazione e nella difesa di una filosofia nazionale portoghese, coniando l'espressione «patriosofia», a indicare un approfondito studio ermeneutico e simbolico del patrimonio artistico e culturale portoghese, in chiave identitaria, estetica e teleologica.
Quadros tentò di fondare tale approccio a partire da un esistenzialismo di inclinazione teista, sotto l'influenza di un altro dei suoi maestri, il filosofo Delfim Santos.
Nell'ambito di tale progetto intellettuale, si interessò e rifletté su temi classici del pensiero portoghese, quali la Saudade e il Sebastianismo, in chiave mitica e spiritualista, rifiutando uno stretto razionalismo e cercando così di conciliare ragione e mistero, ragione e enigma, come evidenzia il titolo di una delle sue opere più importanti, Portugal, Razão e Mistério (Portogallo, Ragione e Mistero, 1987).

## Opere

### Saggi
- 1947 - Modernos de Ontem e de Hoje
- 1954 - Introdução a Uma Estética Existencial
- 1956 - Angústia do Nosso Tempo e a Crise da Universidade
- 1959 - A Existência Literária
- 1963 - O Movimento do Homem
- 1964 - Crítica e Verdade
- 1967 - O Espírito da Cultura Portuguesa
- 1971 - Ficção e Espírito
- 1976 - Portugal entre Ontem e Amanhã
- 1978 - A Arte de Continuar Português
- 1981 - Fernando Pessoa. Vida,Personalidade e Génio
- 1982 - Introdução à Filosofia da História
- 1982 - Poesia e Filosofia do Mito Sebastianista
- 1982 - Fernando Pessoa. A Obra e o Homem . Iniciação Global à Obra.
- 1986 - Portugal Razão e Mistério I
- 1987 - Portugal Razão e Mistério II
- 1989 - A Ideia de Portugal na Literatura Portuguesa dos Últimos Cem Anos
- 1989 - O Primeiro Modernismo Português - Vanguarda e Tradição
- 1992 - Estruturas simbólicas do Imaginário na Literatura Portuguesa

### Narrativa
- 2023 - A Paixão de Fernando P. (pubblicato postumo)